# ماتیوز (آلاباما)
ماتیوز (به انگلیسی: Mathews) یک منطقهٔ مسکونی در ایالات متحده آمریکا است که در شهرستان مونتگومری، آلاباما واقع شده‌است. ماتیوز ۷۸٫۹۴ متر بالاتر از سطح دریا واقع شده‌است.